# Triatlo nos Jogos Olímpicos de Verão da Juventude de 2014
O triatlo nos Jogos Olímpicos de Verão da Juventude de 2014 foi realizado entre 17 e 21 de Agosto. Os eventos decorreram no Lago Xuanwu em Nanquim, China, e a disputa feminina atribuiu a primeira medalha dos Jogos.

## Qualificação
Cada Comité Olímpico Nacional (CON) pode ter dois atletas, um de cada sexo. Como anfitriões, a China teve direito a ambos, mas só seleccionou uma rapariga, pelo que a vaga masculina reverteu em favor do segundo melhor triatleta asiático. Outros quatro participantes, dois de cada sexo, foram decididos por uma Comissão Tripartida. Os restantes 58 lugares foram decididos através de cinco torneios de qualificação continentais.
Para poderem participar nas Olimpíadas da Juventude, os atletas devem ter nascido entre 1 de Janeiro de 1997 e 31 de Dezembro de 1998.
Masculino
| Evento                                   | Local       | Data                       | Total de vagas | Qualificados |
| ---------------------------------------- | ----------- | -------------------------- | -------------- | --- |
| Anfitriões                               | -           | -                          | 0              | CHN China |
| Qualificação da Oceânia para os JOJ 2014 | Penrith     | 11 e 12 de Janeiro de 2014 | 2              | AUS Austrália NZL Nova Zelândia |
| Qualificação Africana para os JOJ 2014   | East London | 23 de Março de 2014        | 3              | RSA África do Sul EGY Egito ZIM Zimbabwe                                                                                                  |
| Qualificação Americana para os JOJ 2014  | Monterrey   | 2 a 4 de Maio de 2014      | 8              | CAN Canadá CHI Chile COL Colômbia CUB Cuba ESA El Salvador USA Estados Unidos MEX México VEN Venezuela                                    |
| Qualificação Europeia para os JOJ 2014   | Weert       | 17 e 18 de Maio de 2014    | 11             | GER Alemanha AUT Áustria BEL Bélgica DEN Dinamarca ESP Espanha GBR Grã-Bretanha HUN Hungria ISR Israel ITA Itália POR Portugal RUS Rússia |
| Qualificação Asiática para os JOJ 2014   | Burabay     | 1 e 2 de Junho de 2014     | 6              | KAZ Cazaquistão KOR Coreia do Sul HKG Hong Kong JPN Japão SIN Singapura TPE Taipé Chinês                                                  |
| Convite tripartido                       | -           | -                          | 2              | BER Bermudas SOL Ilhas Salomão |
| TOTAL                                    |             |                            | 32             | |

Feminino
| Evento                                   | Local       | Data                       | Total de vagas | Qualificados |
| ---------------------------------------- | ----------- | -------------------------- | -------------- | --- |
| Anfitriões                               | -           | -                          | 1              | CHN China |
| Qualificação da Oceânia para os JOJ 2014 | Penrith     | 11 e 12 de Janeiro de 2014 | 2              | AUS Austrália NZL Nova Zelândia |
| Qualificação Africana para os JOJ 2014   | East London | 23 de Março de 2014        | 3              | RSA África do Sul EGY Egito ZIM Zimbabwe |
| Qualificação Americana para os JOJ 2014  | Monterrey   | 2 a 4 de Maio de 2014      | 8              | CHI Chile BRA Brasil COL Colômbia ESA El Salvador USA Estados Unidos MEX México VEN Venezuela                                                   |
| Qualificação Europeia para os JOJ 2014   | Weert       | 17 e 18 de Maio de 2014    | 11             | GER Alemanha AUT Áustria BEL Bélgica DEN Dinamarca ESP Espanha FRA França GBR Grã-Bretanha HUN Hungria NED Países Baixos RUS Rússia UKR Ucrânia |
| Qualificação Asiática para os JOJ 2014   | Burabay     | 1 e 2 de Junho de 2014     | 5              | KOR Coreia do Sul PHI Filipinas HKG Hong Kong JPN Japão SIN Singapura                                                                           |
| Convite tripartido                       | -           | -                          | 2              | BER Bermudas CRC Costa Rica |
| TOTAL                                    |             |                            | 32             | |

## Calendário
O calendário foi publicado pela União Internacional de Triatlo (ITU).
Todos os horários são pela hora padrão chinesa (UTC+8). Entre parêntesis os horários em Portugal Continental
| Data         | Dia da semana | Hora de início | Evento            |
| ------------ | ------------- | -------------- | ----------------- |
| 17 de Agosto | Domingo       | 09:00          | Feminino          |
| 18 de Agosto | 2ª Feira      | 09:00          | Masculino         |
| 21 de Agosto | 5ª Feira      | 09:00          | Revezamento misto |

## Medalhistas
| Evento                     | Ouro | Prata | Bronze |
| -------------------------- | --- | --- | --- |
| Masculino detalhes         | GBR Ben Dijkstra                                                                                          | NZL Daniel Hoy | DEN Emil Hansen |
| Feminino detalhes          | AUS Brittany Dutton                                                                                       | USA Stephanie Jenks                                                                                                | FRA Emilie Morrier |
| Revezamento misto detalhes | Europa 1 GBR Ben Dijkstra DEN Emil Hansen FRA Émilie Morier GER Kristin Ranwig IOC Equipes internacionais | Europa 3 ESP Carmen Gómez Cortés HUN Bence Lehmann GBR Sian Rainsley ITA Giulio Soldati IOC Equipes internacionais | Oceania 1 AUS Brittany Dutton NZL Daniel Hoy NZL Elizabeth Stannard AUS Jack van Stekelenburg IOC Equipes internacionais |

## Quadro de medalhas
| Ordem | País                       | Medalha de ouro | Medalha de prata | Medalha de bronze |   |
| ----- | -------------------------- | --------------- | ---------------- | ----------------- | - |
| –     | IOC Equipes internacionais | 1               | 1                | 1                 | 3 |
| 1     | AUS Austrália              | 1               |                  |                   | 1 |
|       | GBR Grã-Bretanha           | 1               |                  |                   | 1 |
| 3     | USA Estados Unidos         |                 | 1                |                   | 1 |
|       | NZL Nova Zelândia          |                 | 1                |                   | 1 |
| 5     | DEN Dinamarca              |                 |                  | 1                 | 1 |
|       | FRA França                 |                 |                  | 1                 | 1 |
| TOTAL | TOTAL                      | 3               | 3                | 3                 | 9 |